# Penstemon richardsonii
Penstemon richardsonii är en grobladsväxtart som beskrevs av David Douglas. Penstemon richardsonii ingår i släktet penstemoner, och familjen grobladsväxter.

## Underarter
Arten delas in i följande underarter:
- P. r. curtiflorus
- P. r. dentatus